# 三點 (加利福尼亞州)
三點（英語：Three Points）是位於美國加利福尼亞州洛杉磯縣的一個非建制地區。該地的面積和人口皆未知。

## 地理
三點的座標為34°44′26″N 118°39′46″W / 34.74056°N 118.66278°W，而該地的平均海拔高度為3000米（即9853英尺）。